# Crassula peduncularis
Crassula peduncularis é uma espécie de planta com flor pertencente à família Crassulaceae. 
A autoridade científica da espécie é (Sm.) Meigen, tendo sido publicada em Botanische Jahrbücher für Systematik, Pflanzengeschichte und Pflanzengeographie 17: 239. 1893.

## Portugal
Trata-se de uma espécie presente no território português, nomeadamente em Portugal Continental.
Em termos de naturalidade é introduzida na região atrás indicada.
Em Portugal Continental ocorre especificamente na província da Beira Litoral, na zona de Montemor-o-Velho.

## Protecção
Não se encontra protegida por legislação portuguesa ou da Comunidade Europeia.

## Sinónimos
Segundo a base de dados The Plant List, tem os seguintes sinónimos:
- Bulliarda bonariensis DC.
- Crassula bonariensis Cambess.
- Crassula caudiculata Bacigalupo & Rossow
- Crassula paludosa Reiche
- Crassula paludosa (Schltdl.) Dusén
- Crassula purpurata (Hook.f.) Domin
- Sedum bonariense Kuntze
- Tillaea bonariensis (DC.) Britton
- Tillaea paludosa Schltdl.
- Tillaea peduncularis Sm.[2] (bsasiónimo)
- Tillaea purpurata Hook. f.
- Tillaea simplex Phil.
- Tillaea simplex Nutt.